# Cabera carnea
Cabera carnea är en fjärilsart som beskrevs av Paul Dognin 1903. Cabera carnea ingår i släktet Cabera och familjen mätare. Inga underarter finns listade i Catalogue of Life.